# Campeonato Europeo de Ciclismo en Grava de 2027
El V Campeonato Europeo de Ciclismo en Grava se celebrará en Lahti (Finlandia) en el año 2027 bajo la organización de la Unión Europea de Ciclismo (UEC) y la Federación Finlandesa de Ciclismo.